# Krazy Kat
Krazy Kat è un personaggio immaginario ideato nel 1910 dal disegnatore statunitense George Herriman e protagonista dal 1913 della serie di strisce a fumetti Krazy Kat and Ignatz Mouse pubblicata sui quotidiani statunitensi fino al 1944,  ritenuta una delle migliori strisce di sempre.
È stata trasposta in cartoni animati una prima volta in una lunga serie prodotta dal 1916 sino alla fine degli anni trenta e poi in una serie di cortometraggi per la televisione nel 1963. Nel 1922 il compositore John Alden Carpenter scrisse un balletto ispirato al personaggio. Nel 1995 fu uno dei venti personaggi a fumetti inclusi nella serie commemorativa di francobolli statunitensi Comic Strip Classics.

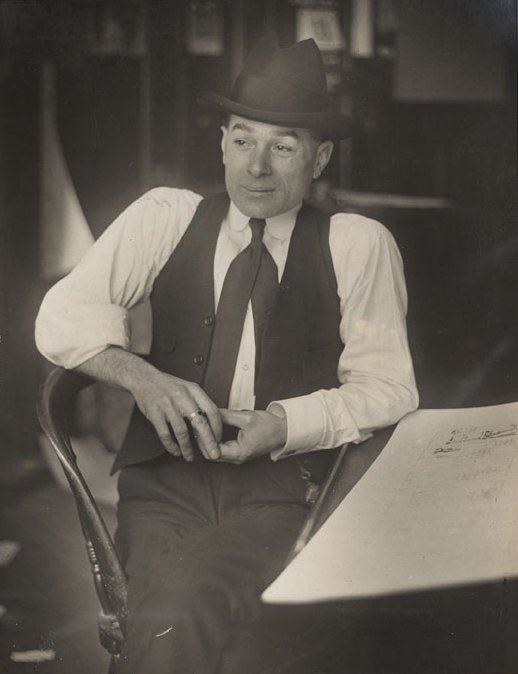
Il creatore di Krazy Kat George Herriman nel 1915

## Ambientazione e personaggi
Il fumetto è ambientato nella Contea di Coconino in Arizona; il personaggio protagonista è Krazy Kat (deformazione ortografica di Crazy Cat, gatto pazzo), il quale non ha un genere determinato, in quanto talvolta l'autore usa il pronome maschile e altre volte quello femminile; è rappresentato come ingenuo, curioso e stralunato. Il regista Frank Capra una volta chiese a Herriman se Krazy Kat fosse maschio o femmina, la risposta fu che era «qualcosa di simile a un folletto, un elfo. I folletti non hanno sesso. Il Krazy Kat è uno spirito, un folletto libero».
Il suo comprimario principale è il topo Ignazio (Ignatz Mouse) che odia Krazy Kat e pertanto cerca in continuazione di colpirlo alla testa con un mattone. Il gatto però, essendone innamorato, interpreta questo come un gesto d'amore, ed è estremamente felice quando viene colpito.
Altro comprimario è l'agente Bull Pupp (Officer Pupp o Offisa Bull Pupp), un cane che, come tutore dell'ordine, cerca di impedire a Ignazio di gettare il suo mattone, con risultati alterni.
Altri personaggi secondari della serie sono:
- la signora Ignatz Mouse con i suoi tre figli Milton, Marshall e Irving;
- l'odiatore della luna Joe Bark;
- l'anticonformista Don Kiyoti;
- il fabbricante e mercante di mattoni Kolin Kelly;
- Joe Cicogna;
- la signora Quack Uack;
- il signor Meeyowls e suo figlio "sempre scomparso";
- i lontani parenti di Krazy Kat appartenenti anche ad altre specie animali ma a lui somiglianti: Krazy Katfish, Krazy Katbird, Osker Wildcat, zio Tom e zia Tabby e altri ancora che fecero apparizioni saltuarie.

## Storia editoriale

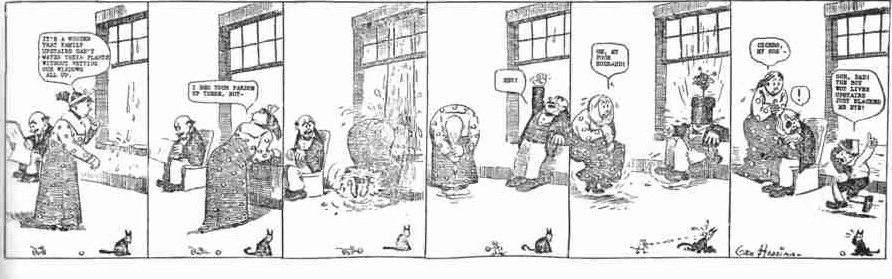
La prima apparizione "ufficiale" di Krazy Kat e Ignatz in una striscia di The Family Upstairs del 26 luglio 1910

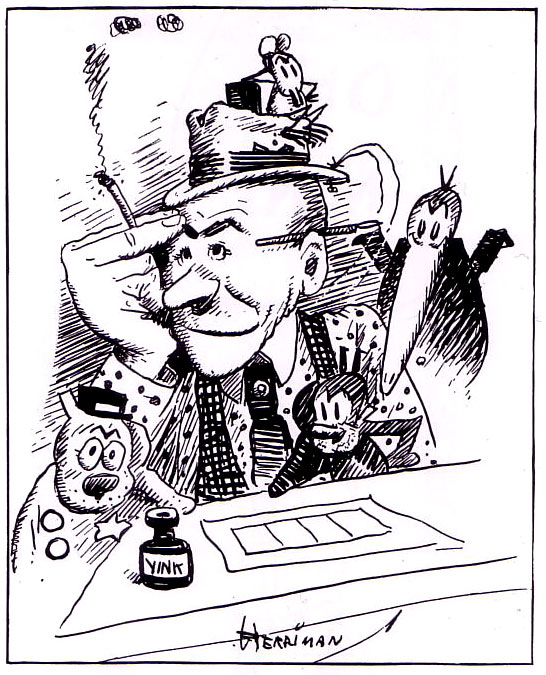
Auto-caricatura di George Herriman con i personaggi di Krazy Kat (1922)

Nel 1908 George Herriman entrò a far parte della redazione del New York American Journal del gruppo Hearst, dove nel 1910 incominciò a firmare le strisce della Famiglia Dingbats, poi rinominata The Family Upstairs (La famiglia del piano di sopra).
Nel 1909 Herriman creò la striscia Baron Bean che apparve per la prima volta sul Los Angeles Examiner, anch'esso della Hearst; visto il successo, fu poi pubblicata anche su altri giornali del gruppo; questa striscia aveva una striscia secondaria, che appariva in basso nelle vignette, intitolata Gooseberry Sprig; Krazy Kat apparve per la prima volta insieme a Gooseberry Sprig in un episodio di Baron Bean senza Ignatz.  Nella striscia Gooseberry Sprig fu anche creato l'ambiente di Coconino County, in seguito la scenografia di Krazy Kat.
Il 26 luglio 1910 insieme alla striscia The Family Upstairs ne apparve una aggiuntiva nella quale si raccontavano le storie di un gatto o gatta e un topo (già dalla prima apparizione vengono lanciati i mattoni che sarebbero divenuti una costante della serie). Lentamente la striscia aggiuntiva acquisì quegli aspetti che l'avrebbero poi contraddistinta e dal 1911 acquisì anche un titolo, Krazy Kat & Ignatz Mouse. Il suo successo portò alla fine della striscia principale The Family Upstairs nel 1913.
La striscia venne pubblicata dal 1913 sui quotidiani statunitensi fino al 1944, quando si interruppe per la morte dell'autore.
Molte tavole degli anni venti avevano la speciale caratteristica di un intermezzo, ossia una piccola vignetta, sempre con i personaggi della striscia, ma completamente slegata dalla storia. Questo intermezzo, situato al centro della pagina, venne introdotto soprattutto per questioni tecniche: alcuni giornali che pubblicavano la striscia avevano spazio solo per otto vignette, anziché per tutte le nove contenute nella pagina: in questi casi, l'intermezzo non veniva stampato.
Krazy Kat fu, se non il primo personaggio animale antropomorfo della storia dei fumetti e dei cartoon, sicuramente quello che per primo divenne famoso, sia in America che in Europa, anni prima di Felix the cat e Topolino.
Herriman riuscì a mantenere viva l'attenzione sul suo personaggio per più di trenta anni, senza mai cadere nella monotonia e nella ripetitività, ottenendo l'ammirazione di molti critici e lettori, fra i quali spicca il noto poeta E. E. Cummings, autore anche di saggi su Krazy Kat.
Nel 1951 la Dell Publishing ripropose i personaggi per una serie di fumetti realizzata dal disegnatore John Stanley, noto per i suoi fumetti di Little Lulu. Mentre la premessa della trama ricordava la strip di Herriman, l'aspetto dei personaggi è diverso, e in questa versione della striscia Krazy Kat è di sesso maschile.

### Pubblicazione in italiano (parziale)
Nella versione italiana delle strisce il personaggio parla con la erre moscia che compare nelle didascalie come una lettera "V" mentre nella versione in lingua originale parla come un bambino, con errori tipici della parlata infantile. Krazy Kat viene chiamato da tutti gli altri personaggi della striscia "il gatto" assumendo quindi una caratterizzazione maschile ma, per esempio, nel libro della Milano Libri Edizioni del 1974, Krazy Kat è femminile ed è indicata chiaramente come gatta, ma quando viene nominato in terza persona è il gatto. Un esempio di come lo slang della striscia è stato reso in italiano è il modo in cui Krazy Kat si rivolge all'Agente Pupp che in inglese lo chiama offissa mentre in italiano viene reso come agiente.
Alcune strisce sono state pubblicate nel volume I Primi Eroi, Garzanti, 1962 e, dal 1965, dalla rivista Linus sin dal suo primo numero e su diversi supplementi (Provolinus, Asterlinus). Alcune strisce realizzate nel 1942 sono apparse nel volume Krazy Kat della collana I Nostri Immortali, Milano Libri Edizioni, maggio 1974. Dal gennaio 2006 l'editore Free Books ha avviato la ristampa integrale delle strisce in volumi brossurati (edizione italiana della collana della Fantagraphics Books). A novembre 2013 l'editore Nova Express ha ripreso la pubblicazione della edizione della Fantagraphics ma in versione cartonata e formato maggiorato. Il primo volume è intitolato Necromanzia al Blue Bean Bush e presenta le strisce di Krazy Kat degli anni 1933-34.

## Galleria d'immagini

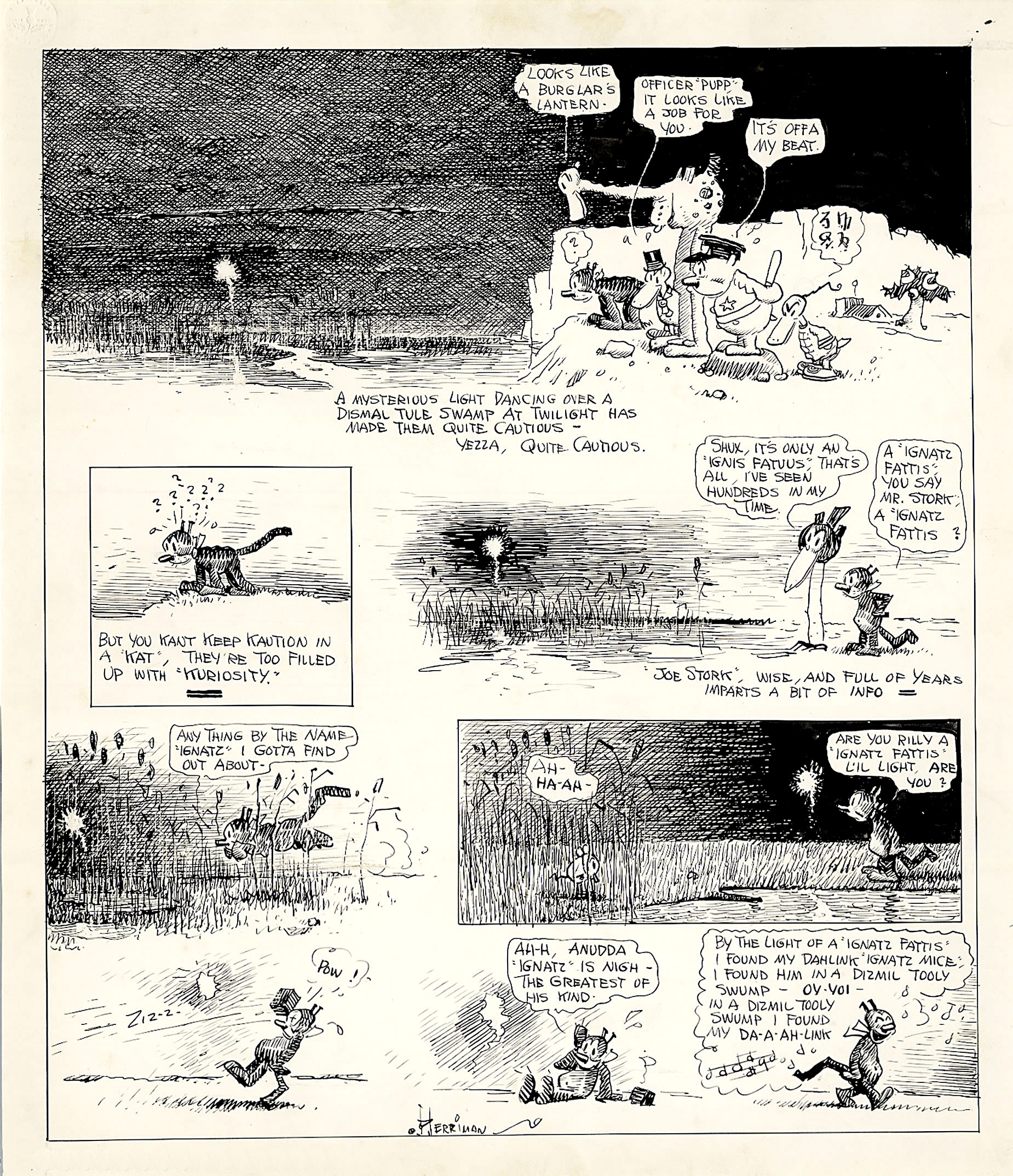
1917
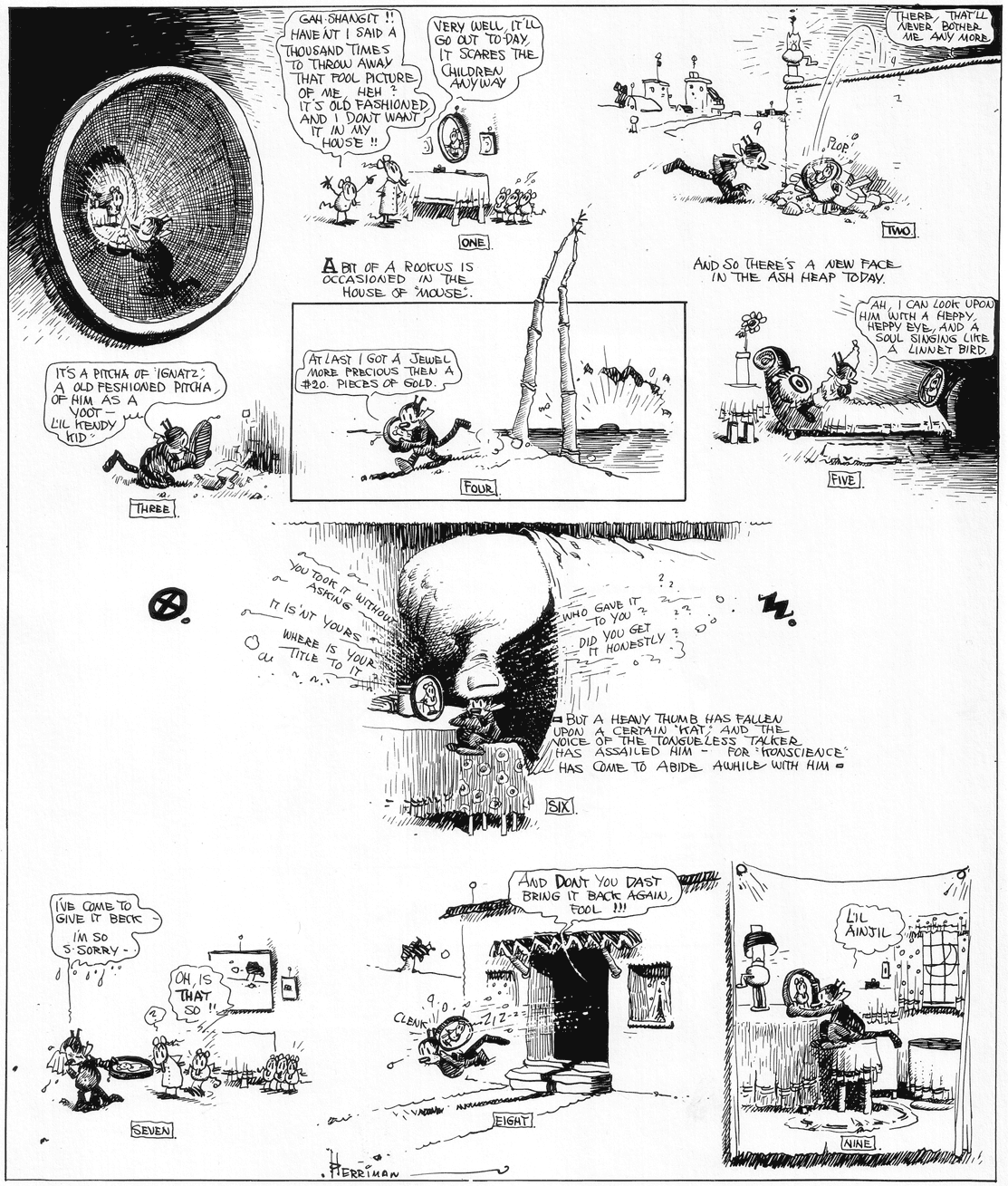
1917
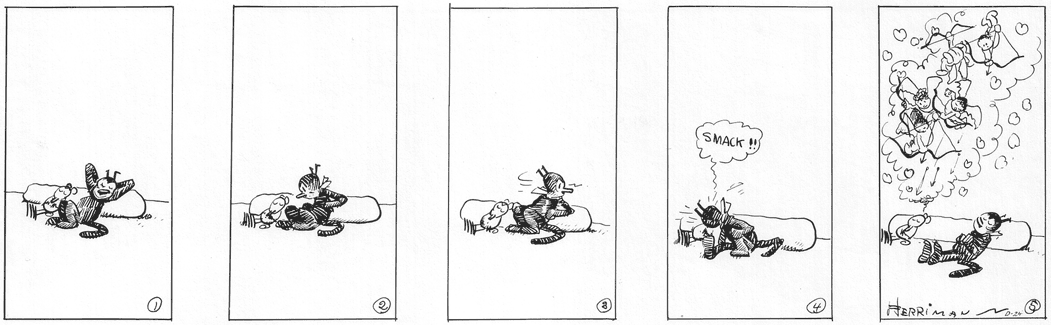
1917
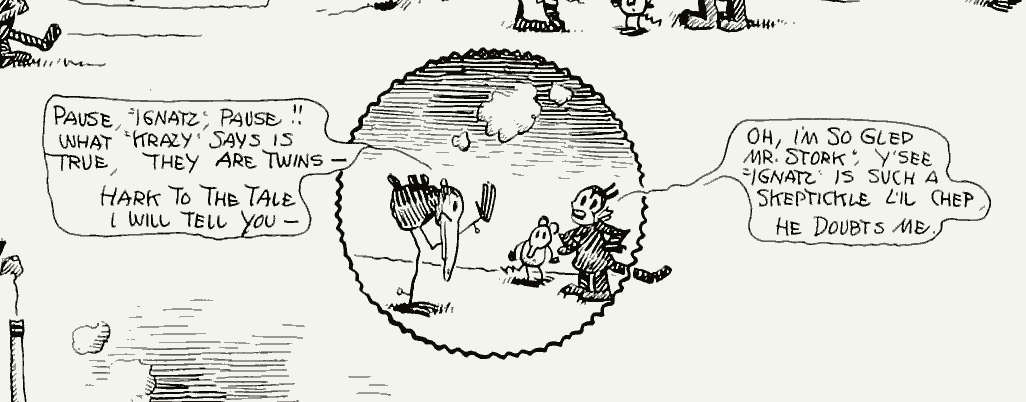
1917 (dettaglio)
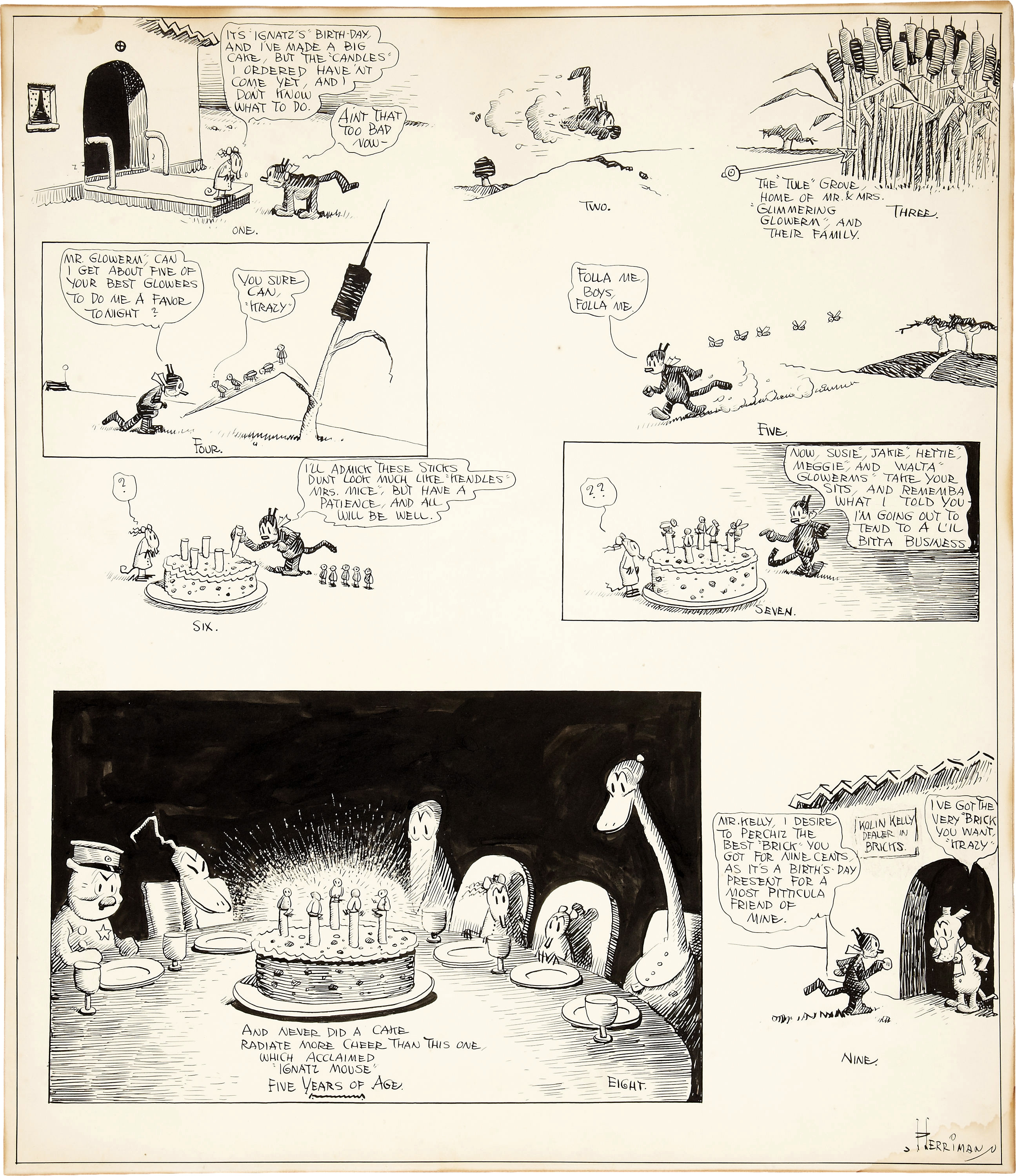
1918
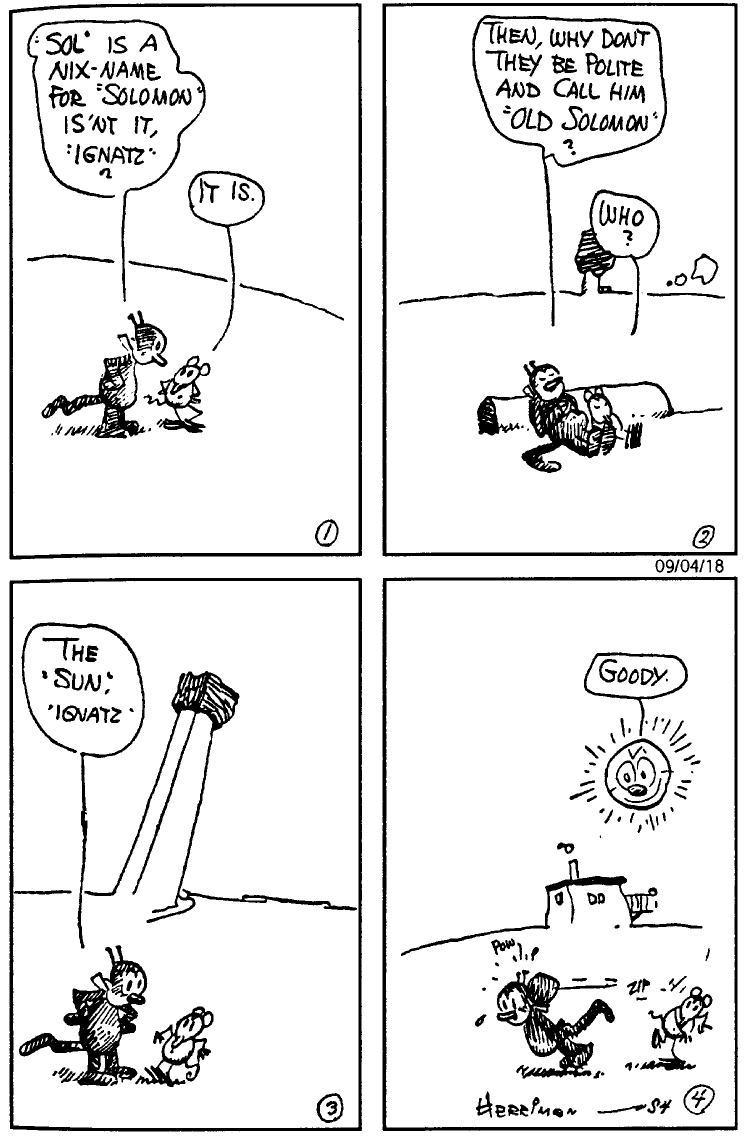
1918
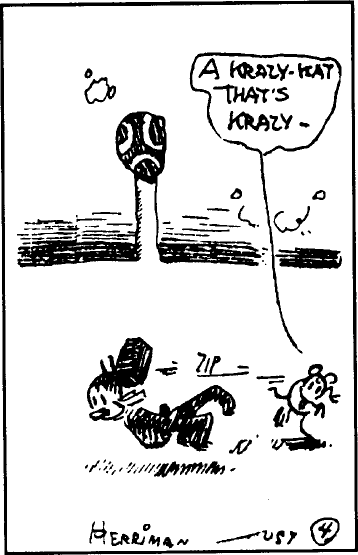
1918
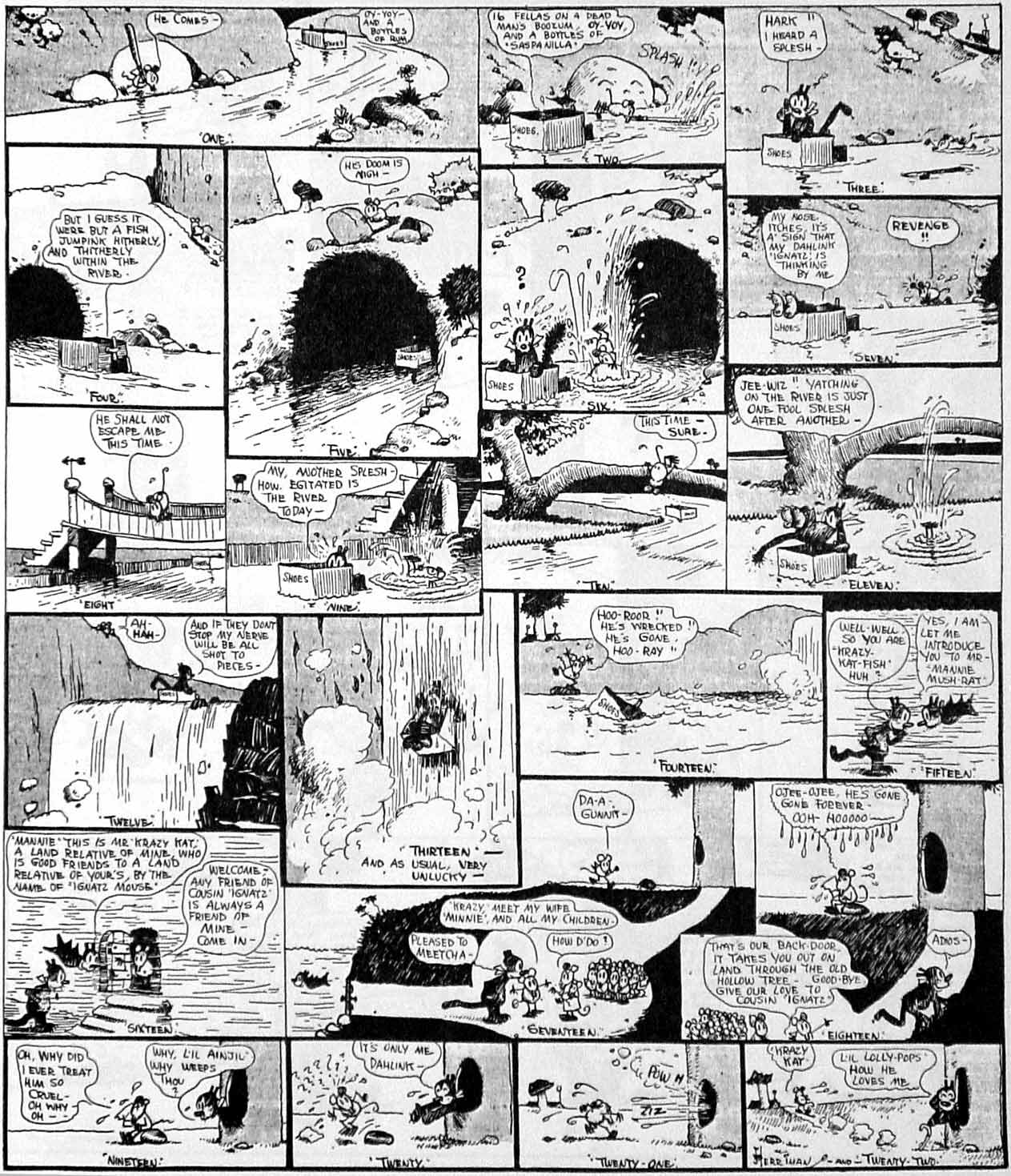
14 maggio 1916
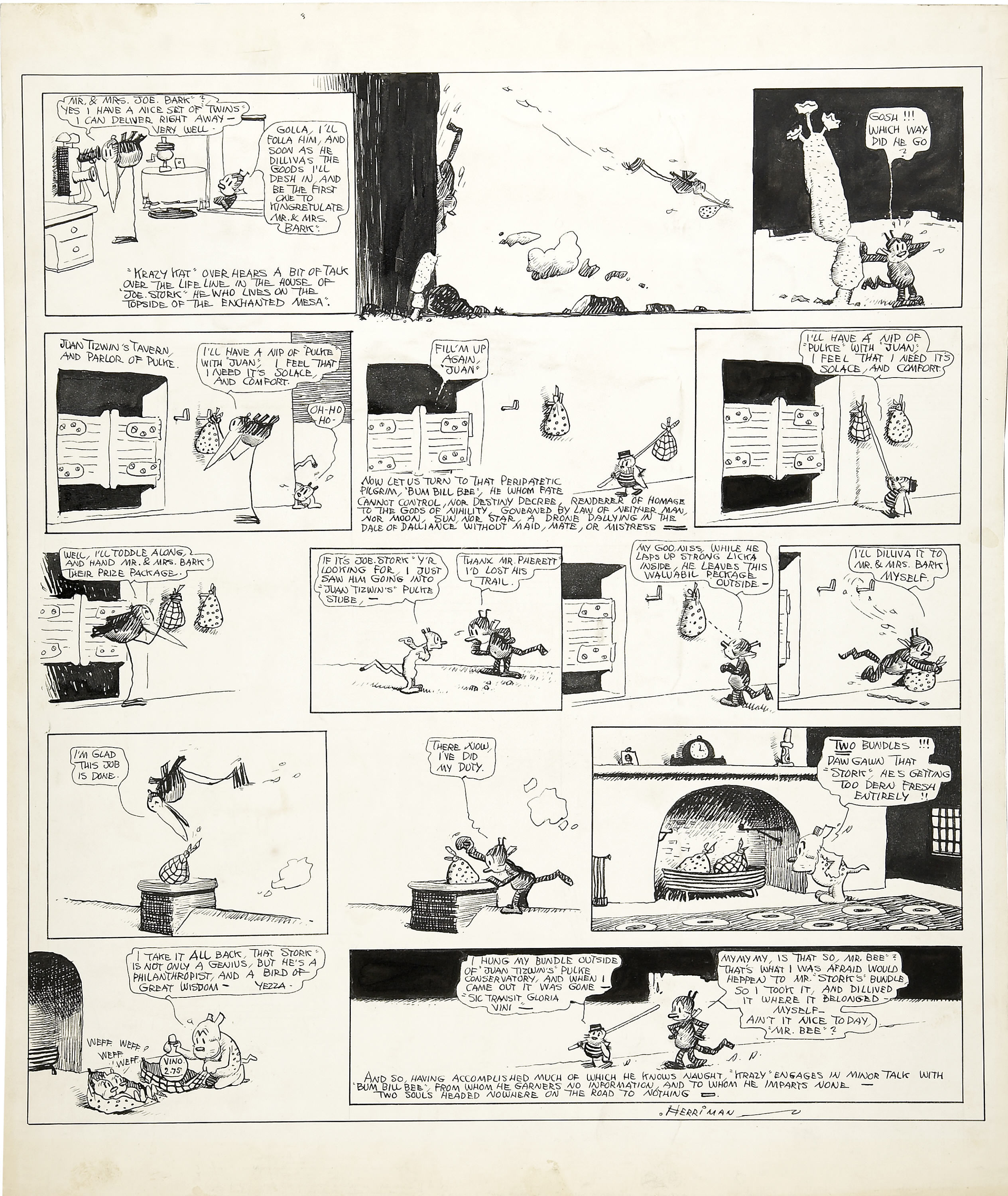
1919
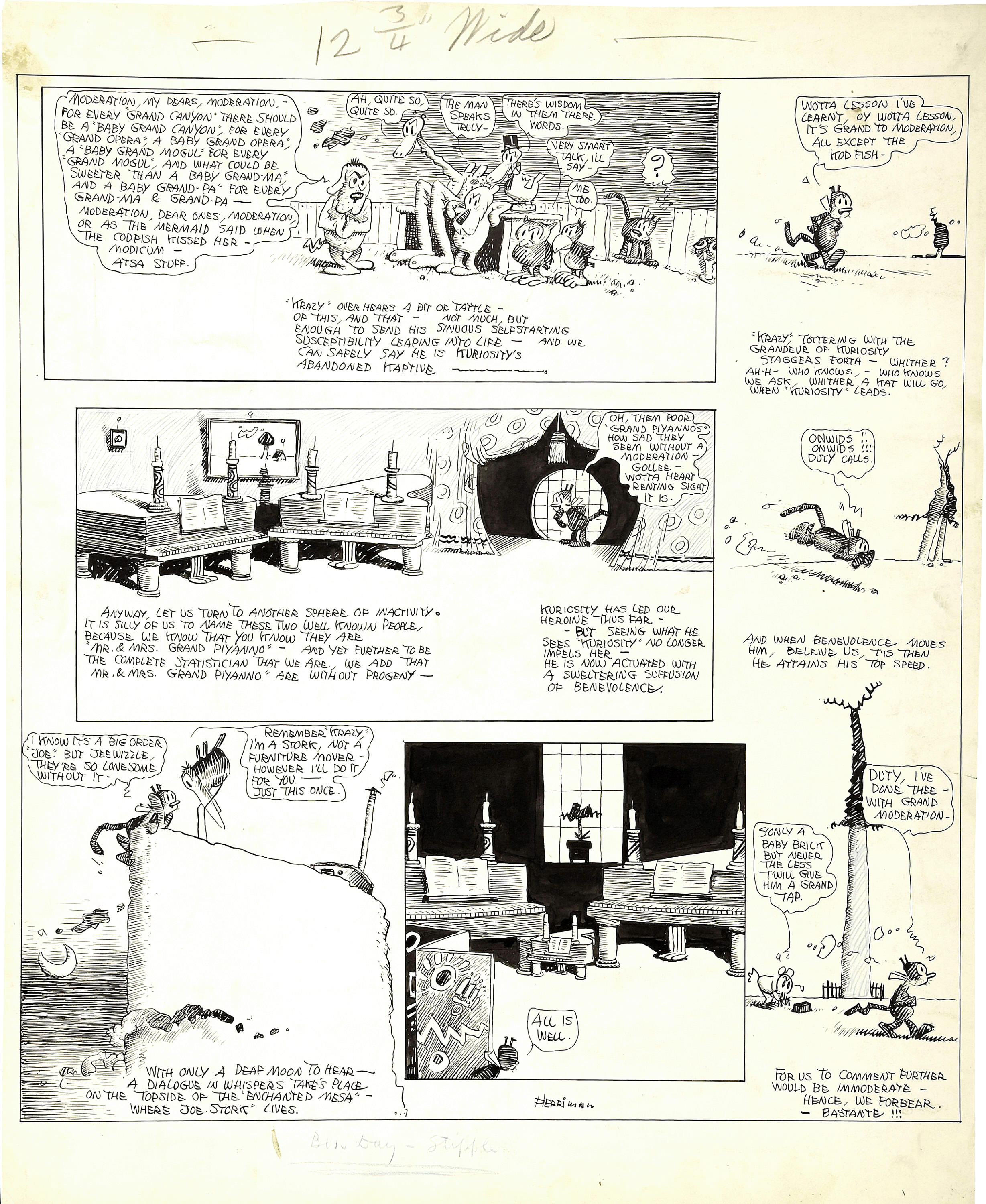
20 marzo 1921
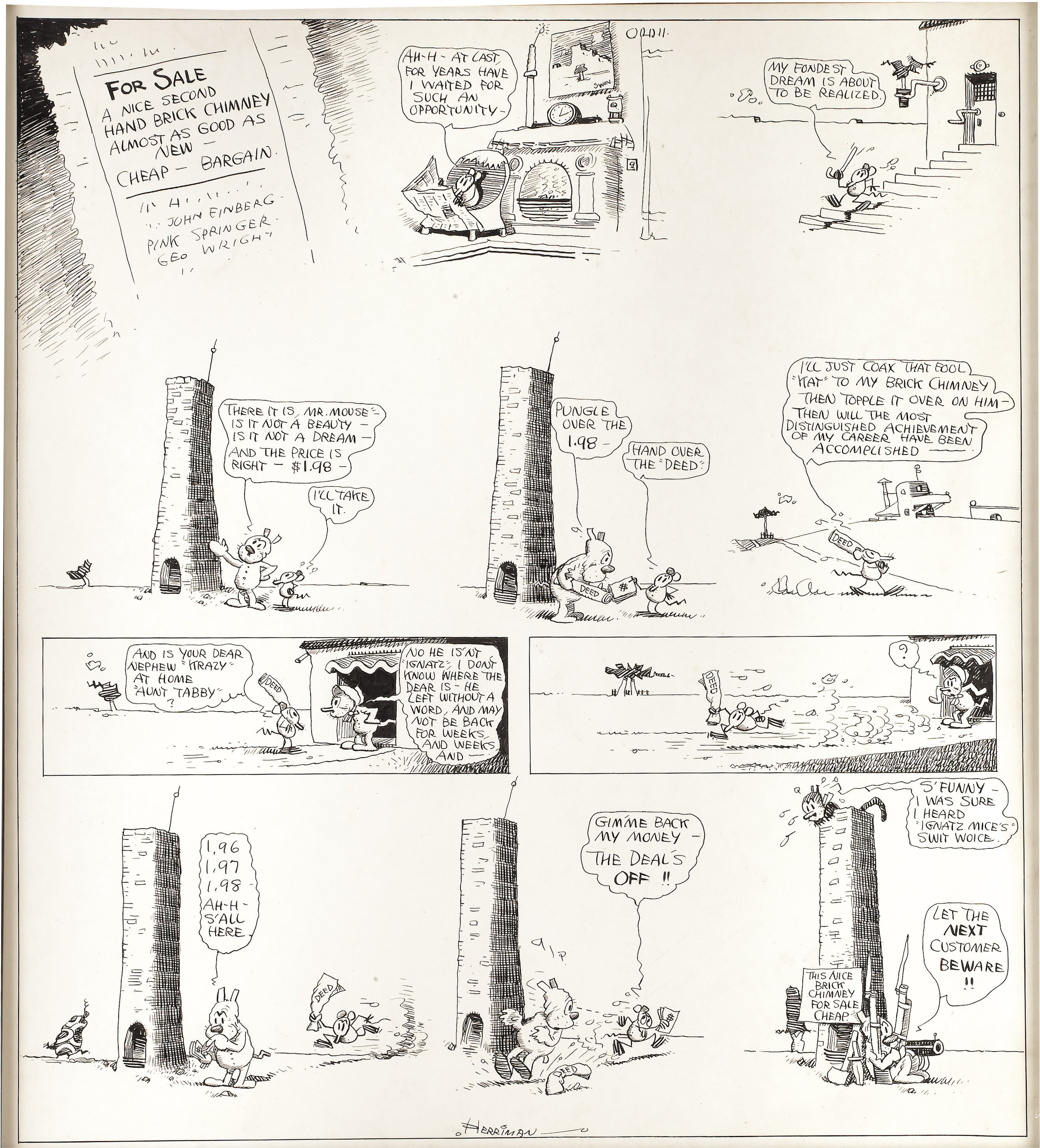
20 novembre 1921
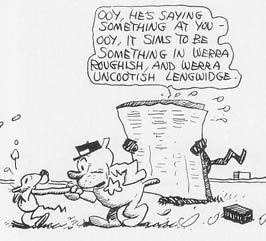
16 aprile 1922, vignetta con l'agente Pupp e Ignatz in primo piano e Krazy Kat che legge il giornale.
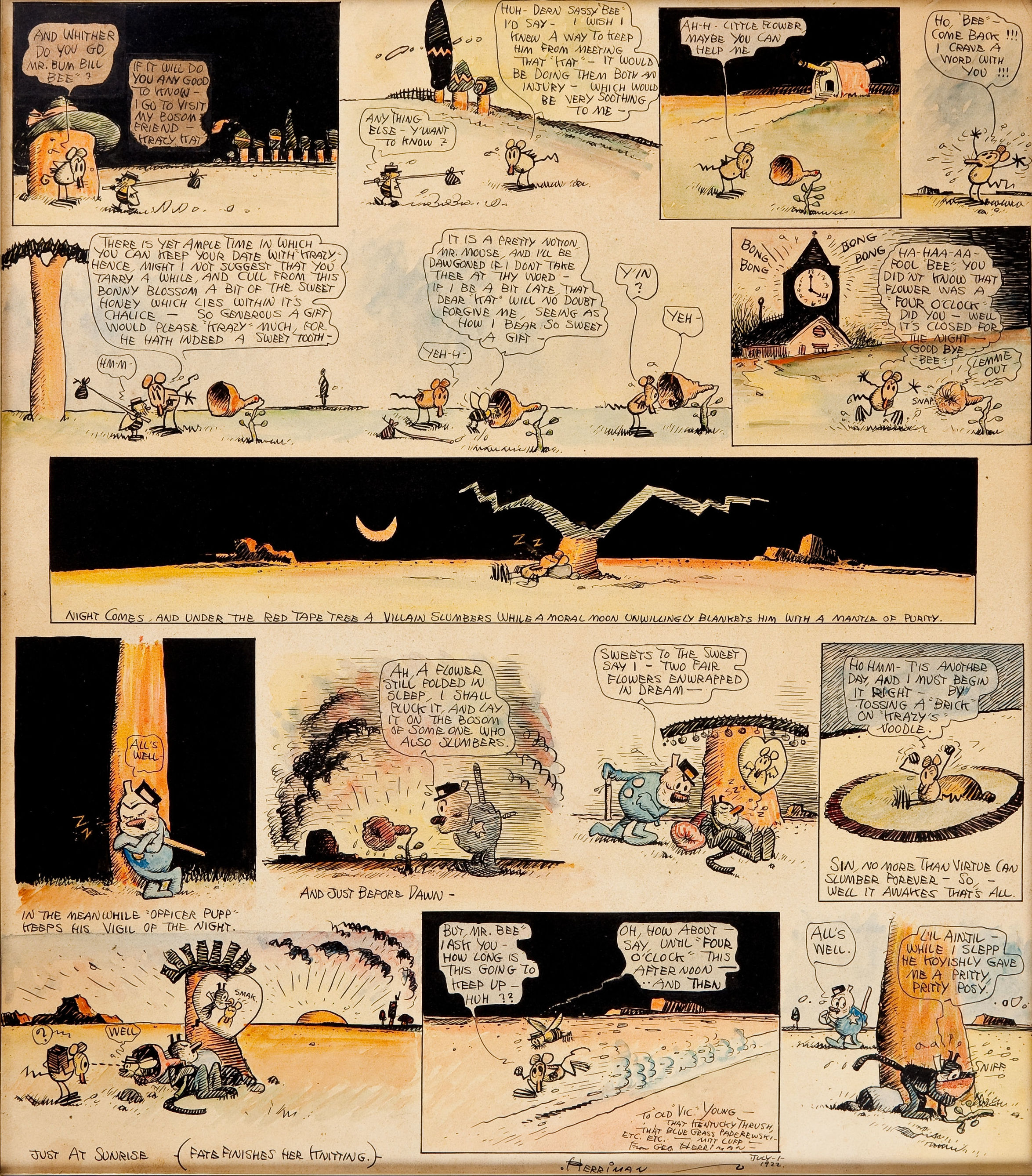
1922 (colorato a mano)
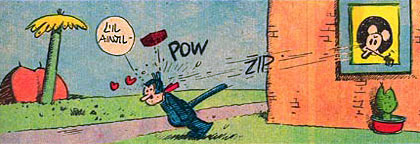
1937

## Filmografia
Il fumetto ha avuto varie trasposizioni in cartoni animati: gli studi della Hearst-Vitagraph News Pictorial, a quel tempo proprietà dell'editore William Randolph Hearst, fan e mecenate di Herriman, produssero i primi cinegiornali. Hearst decise di aggiungere una sezione di "strisce animate" e così produsse la serie di Krazy Kat che si aggiungesse ad altri cartoon, derivati da fumetti che accompagnavano i cinegiornali come Mutt and Jeff e Happy Hooligan (Herriman festeggiò l'avvenimento con una tavola di Krazy Kat sul Cartoon Magazine del marzo 1916); proseguì poi la produzione la IFS (International Film Festival), che aveva prodotto anche la prima serie per la Vitagraph di Hearst, e i Bray studios. Nel 1925 il pioniere dell'animazione Bill Nolan produsse una nuova serie di cortometraggi sul personaggio ma allontanandosi dai canoni dei fumetti di Herriman: qui infatti Krazy Kat acquisì il genere maschile ispirandosi a Felix the Cat. Charles B. Mintz, marito di Margaret J. Winkler, che già distribuiva il Krazy Kat di Nolan, prese in mano la serie e modificò ancora il personaggio, rendendolo, cosa tipica dei cartoon degli anni trenta, simile a Mickey Mouse. Nel 1939 Mintz aveva un forte debito con il suo distributore, la Columbia Pictures, alla quale vendette il suo studio che cambiò nome in Screen Gems e realizzò due cartoni animati di Krazy Kat, dal titolo The Exterminator mouse e News Oddities, entrambi del 1940. La King Features Syndicate ha prodotto, tra il 1962 ed il 1964, 50 cortometraggi di Krazy Kat a cartoni animati per la televisione e più vicini agli standard del fumetto, con sfondi disegnati in uno stile simile: sono presenti sia Ignatz che Offissa Pupp, come nella striscia originale, e Krazy Kat riprende la caratterizzazione femminile.

### Cortometraggi per il cinema
Nel 1916, tre anni dopo l'inizio della sua striscia, Krazy Cat comparì anche in cortometraggi animati, prodotti fino al 1940: Krazy Kat è stato protagonista di 232 film, distribuiti per le sale cinematografiche, la maggior parte muti; È considerata una delle serie cinematografiche più lunghe della storia del cinema.

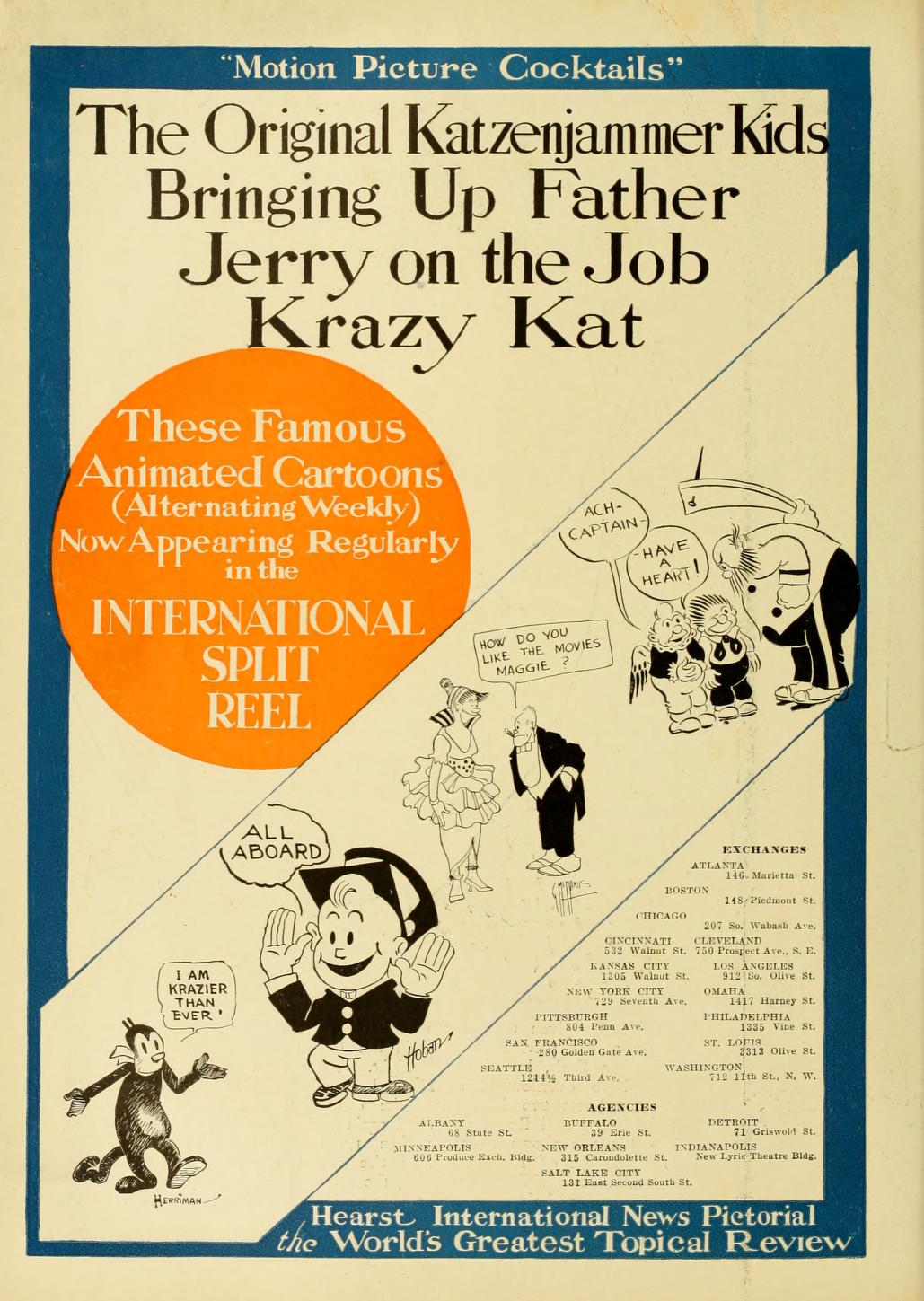
Pubblicità MovingPicture World con Krazy Kat

Di seguito è riportato un elenco dei cartoni animati creati per il cinema in base alle case di produzione. In questa lista non sono presenti le serie create per la televisione.

#### International Films Service
| Titolo                                              | Data distribuzione |
| --------------------------------------------------- | ------------------ |
| Introducing Krazy Kat and Ignatz Mouse              | 18/02/1916         |
| Krazy Kat and Ignatz Mouse Believe in Signs         | 21/02/1916         |
| Krazy Kat and Ignatz Discuss the Letter 'G'         | 26/02/1916         |
| Krazy Kat Goes a-Wooing                             | 29/02/1916         |
| He Made Me Love Him                                 | 03/03/1916         |
| Krazy and Ignatz Mouse: A Duet                      | 03/03/1916         |
| Krazy Kat and Ignatz Mouse in Their One-Act Tragedy | 06/03/1916         |
| The Tail of the Nude Tail                           | 06/03/1916         |
| Krazy Kat, Bugologist                               | 14/03/1916         |
| Krazy Kat and Ignatz Mouse at the Circus            | 17/03/1916         |
| Krazy Kat Demi-Tasse                                | 21/03/1916         |
| Krazy Kat Invalid                                   | 23/03/1916         |
| Krazy Kat at the Swithboard                         | 03/04/1916         |
| A Tale That is Knot                                 | 14/04/1916         |
| Krazy Kat the Hero                                  | 14/04/1916         |
| Krazy Kat to the Rescue                             | 14/04/1916         |
| Krazy Kat at Looney Park                            | 17/06/1916         |
| A Tempest in a Paint Pot                            | 03/07/1916         |
| A Grid-Iron Hero                                    | 09/10/1916         |
| Missing One                                         | 27/11/1916         |
| Krazy Kat Take Little Katrina For an Airing         | 23/12/1916         |
| Throwing the Bull                                   | 04/02/1917         |
| Roses and Thorns                                    | 11/03/1917         |
| Robbers and Thieves                                 | 12/04/1917         |
| The Cook                                            | 29/04/1917         |
| Moving Day                                          | 27/05/1917         |
| All Is Not Gold That Glitters                       | 24/06/1917         |
| A Krazy Katastrophe                                 | 05/08/1917         |

#### Bray Productions
| Titolo                          | Data distribuzione |
| ------------------------------- | ------------------ |
| The Great Cheese Robbery        | 16/01/1920         |
| Love's Labor Lost*              | 30/01/1920         |
| The Best Mouse Loses*           | 03/03/1920         |
| A Tax from the Rear*            | 14/04/1920         |
| Kats Is Kats*                   | 04/06/1920         |
| The Chinese Honeymoon           | 03/06/1920         |
| A Family Affair                 | 25/10/1920         |
| The Hinges on the Bar Room Door | 08/01/1921         |
| The Awful Spook                 | 21/01/1921         |
| How I Became Krazy              | 26/01/1921         |
| The Wireless Wire-Walkers       | 26/02/1921         |

* Diretto da Vernon Stallings

#### Winkler Pictures
| Titolo                  | Data distribuzione |
| ----------------------- | ------------------ |
| Hots Dogs               | 01/10/1925         |
| The Smoke Eater         | 15/10/1925         |
| A Uke-Calamity          | 01/11/1925         |
| Hair Raiser             | 15/11/1925         |
| The Flight that Failed  | 15/11/1925         |
| The New Champ           | 30/11/1925         |
| James and Gems          | 01/12/1925         |
| Monkey Business         | 15/12/1925         |
| A Picked Romance        | 15/01/1926         |
| The Ghost Fakir         | 01/02/1926         |
| Sucker Game             | 15/02/1926         |
| Back To Backing         | 01/03/1926         |
| Double Crossed          | 15/03/1926         |
| Invalid                 | 28/03/1926         |
| Scents and Nonsense**   | 01/04/1926         |
| Feather Pushers         | 15/04/1926         |
| Cops Suey               | 01/05/1926         |
| The Chicken Chaser      | 02/09/1926         |
| East Is Best            | 22/09/1926         |
| Shore Enough**          | 11/10/1926         |
| Watery Gravey**         | 15/10/1926         |
| Cheese It               | 08/11/1926         |
| Dots and Dashes         | 22/11/1926         |
| Gold Struck             | 10/12/1926         |
| Battling For Barleycorn | 1926               |
| Horse Play              | 03/01/1927         |
| Busy Birds              | 17/01/1927         |
| Sharp Flats             | 31/01/1927         |
| Kissed Crossed          | 14/02/1927         |
| A Fool's Errand         | 28/02/1927         |
| Stomach Trouble         | 14/03/1927         |
| The Rug Fiend           | 28/03/1927         |
| Hire a Hall             | 11/04/1927         |
| Don Go On               | 1927               |
| Burnt Up                | 09/05/1927         |
| Night Owl               | 23/05/1927         |
| On the Trail            | 06/06/1927         |
| Passing the Hat         | 20/06/1927         |
| Best Wishes             | 04/07/1927         |
| Black and White         | 10/07/1927         |
| Wild Rivals             | 18/07/1927         |
| Sealing Whacks          | 01/08/1927         |
| Tired Wheels            | 13/08/1927         |
| Bee Cause               | 15/08/1927         |
| Web Feet                | 27/08/1927         |
| Skinny                  | 29/08/1927         |
| School Daze             | 10/09/1927         |
| Rail Rode               | 24/09/1927         |
| Aero Nuts               | 08/10/1927         |
| Topsy Turvy             | 22/10/1927         |
| Pie Curs                | 05/11/1927         |
| For Crime's Sake        | 19/11/1927         |
| Milk Made               | 03/12/1927         |
| The Stork Exchange      | 17/12/1927         |
| Grid Ironed             | 31/12/1927         |
| Pig Styles              | 14/01/1928         |
| Shadow Theory           | 28/01/1928         |
| Iced Boxed              | 11/02/1928         |
| Hunger Stroke           | 25/02/1928         |
| Wire and Fired          | 10/03/1928         |
| Love Sunk               | 24/03/1928         |
| Tong Tied               | 07/04/1928         |
| A Bum Steer             | 21/04/1928         |
| Gold Bricks             | 05/05/1928         |
| The Long Count          | 19/05/1928         |
| The Patent Medicine Kid | 02/06/1928         |
| Stage Coached           | 16/06/1928         |
| The Rain Dropper        | 30/06/1928         |
| A Companionate Mirage   | 14/07/1928         |
| News Reeling            | 04/08/1928         |
| Baby Feud               | 16/08/1928         |
| Sea Swoid               | 05/09/1928         |
| The Show Vote           | 15/09/1928         |
| The Phantom Trail       | 29/09/1928         |
| Come Easy, Go Slow      | 15/10/1928         |
| Beaches and Scream      | 29/10/1928         |
| Nicked Nags             | 09/11/1928         |
| Liar Bird               | 23/11/1928         |
| Still Waters            | 07/12/1928         |
| Night Owls              | 22/12/1928         |
| Cow Belles              | 05/01/1929         |
| Hospitalities           | 18/01/1929         |
| Reduced Weights         | 01/02/1929         |
| Flying Yeast            | 15/02/1929         |
| Vanishing Screams       | 01/03/1929         |
| A Joint Affair          | 15/03/1929         |
| Sheep Skinned           | 19/03/1929         |
| The Lone Shark          | 12/04/1929         |
| Gold Socks              | 10/05/1929         |
| Petting Larceny         | 24/05/1929         |
| Hat Aches               | 07/06/1929         |
| A Fur Peach             | 22/06/1929         |
| Auto Suggestion         | 06/07/1929         |
| Sleepy Holler           | 19/07/1929         |

**Diretto da Bill Nolan

#### Columbia Pictures
In questo periodo i cartoni di Krazy Kat iniziano ad usare il sonoro. Tutti i film sono stati diretti da Manny Gould e Ben Harrison.
| Titolo                                             | Data distribuzione |
| -------------------------------------------------- | ------------------ |
| Ratskin                                            | 15/08/1929         |
| Canned Music                                       | 12/09/1929         |
| Port Whines                                        | 10/10/1929         |
| Sole Mates                                         | 07/11/1929         |
| Farm Relief                                        | 30/12/1929         |
| The Cat's Meow                                     | 02/01/1930         |
| Spook Easy                                         | 30/01/1930         |
| Slow Beau                                          | 27/02/1930         |
| Desert Sunk                                        | 27/03/1930         |
| An Old Flame                                       | 24/04/1930         |
| Alaskan Nights                                     | 23/05/1930         |
| Jazz Rhythm                                        | 19/06/1930         |
| Honolulu Wiles                                     | 17/07/1930         |
| Cinderella                                         | 14/08/1930         |
| The Band Master                                    | 08/09/1930         |
| The Apache Kid                                     | 09/10/1930         |
| Lambs Will Gambol                                  | 01/11/1930         |
| The Little Trail                                   | 03/12/1930         |
| Rodeo Dough                                        | 13/02/1931         |
| Swiss Movements                                    | 04/04/1931         |
| Disarmament Conference                             | 27/04/1931         |
| Soda Poppa                                         | 29/05/1931         |
| Stork Market                                       | 11/07/1931         |
| Svengarlic                                         | 03/08/1931         |
| Weenie Roast                                       | 14/09/1931         |
| Bars and Stripes                                   | 15/10/1931         |
| Hash House Blues                                   | 02/11/1931         |
| The Restless Sax                                   | 01/12/1931         |
| Take for a Ride                                    | 1931               |
| Piano Mover                                        | 04/01/1932         |
| Love Krazy                                         | 30/01/1932         |
| Hollywood Goes Krazy                               | 13/02/1932         |
| What a Knight                                      | 14/03/1932         |
| Soldier Old Man                                    | 02/04/1932         |
| Birth of Jazz                                      | 13/04/1932         |
| Ritzy Hotel                                        | 09/05/1932         |
| Hic-Cups the Champ                                 | 28/05/1932         |
| Paper Hanger                                       | 21/06/1932         |
| Lighthouse Keeping                                 | 15/08/1932         |
| Seeing Stars                                       | 12/09/1932         |
| Prosperity Blues                                   | 08/10/1932         |
| The Crystal Gazebo                                 | 07/11/1932         |
| The Minstrel Show                                  | 21/11/1932         |
| Snow Time                                          | 30/11/1932         |
| Wedding Bells                                      | 10/01/1933         |
| The Medicine Show                                  | 07/02/1933         |
| Wooden Shoes                                       | 25/02/1933         |
| Bunnies and Bonnets                                | 29/03/1933         |
| The Broadway Malady                                | 18/04/1933         |
| Russian Dressing                                   | 01/05/1933         |
| House Cleaning                                     | 01/06/1933         |
| Antique Antics                                     | 14/06/1933         |
| Ouf of the Ether                                   | 05/09/1933         |
| Whacks Museum                                      | 29/09/1933         |
| Krazy Spooks                                       | 13/10/1933         |
| Stage Krazy                                        | 13/11/1933         |
| The Bill Poster                                    | 24/11/1933         |
| The Curio Shop                                     | 15/12/1933         |
| The Autograph Hunter                               | 05/01/1934         |
| Southern Exposure                                  | 05/02/1934         |
| Tom Thumb                                          | 16/02/1934         |
| Cinder Alley                                       | 09/03/1934         |
| Bowery Daze                                        | 30/03/1934         |
| Busy Bus                                           | 20/04/1934         |
| Masquerade Party                                   | 11/05/1934         |
| The Trapeze Artist                                 | 01/09/1934         |
| Katnips of 1940                                    | 12/10/1934         |
| Krazy's Waterloo                                   | 16/11/1934         |
| Goofy Gondolas                                     | 21/12/1934         |
| The Bird Man                                       | 01/02/1935         |
| Hotcha Melody                                      | 15/03/1935         |
| The Peach Conference                               | 26/04/1935         |
| The King's Jester                                  | 20/05/1935         |
| Garden Gaieties                                    | 01/08/1935         |
| A Happy Family                                     | 27/09/1935         |
| Kannibal Kapers                                    | 27/12/1935         |
| The Bird Stuffer                                   | 01/02/1936         |
| Lil'Ainjil                                         | 19/03/1936         |
| Highway Snobbery                                   | 09/08/1936         |
| Krazy's Newsreel                                   | 24/10/1936         |
| The Merry Cafe                                     | 26/12/1936         |
| The Lyin' Hunter                                   | 12/02/1937         |
| Krazy's Race of Time                               | 06/05/1937         |
| The Masque Raid                                    | 25/06/1937         |
| Railroad Rhythm                                    | 20/11/1937         |
| Sad Little Guinea Pigs                             | 22/02/1938         |
| The Auto Comic                                     | 04/03/1938         |
| Little Buckaroo                                    | 11/04/1938         |
| Krazy Magic                                        | 20/05/1938         |
| Krazy's Travel Squawks                             | 04/07/1938         |
| Gym Jams                                           | 09/09/1938         |
| Hot Dogs on Ice                                    | 21/10/1938         |
| The Lone Mountie                                   | 10/12/1938         |
| Krazy's Bear Tale (Goldilocks and the Three Bears) | 27/01/1939         |
| Golf Chumps                                        | 06/04/1939         |
| The Little Lost Sheep                              | 02/10/1939         |
| Krazy's Shoe Shop                                  | 02/10/1939         |

#### Screen Gems
| Titolo                 | Data distribuzione |
| ---------------------- | ------------------ |
| The Mouse Exterminator | 26/01/1940         |
| News Oddities          | 19/07/1940         |

### Serie televisiva
La serie per la TV prodotta dalla King Features Syndicate tra il 1962 e il 1964, fu messa in produzione insieme ad altre due serie con protagonisti personaggi dei fumetti prestati all'animazione come Beetle Bailey e Barney Google and Snuffy Smith, per seguire la scia del successo della serie a cartoni per la TV: Collericamente vostro Braccio di Ferro con protagonista il personaggio di Braccio di Ferro.
I registi della serie furono:Gene Deitcth, Al Kouzel, Geoff Pike, e Jack Kinney, fu prodotta con la collaborazione di: King Features Syndicate, Famous Studios, Studio Deitch e Rembrandt Films.
| Titolo                                  | Prima TV USA              |
| --------------------------------------- | ------------------------- |
| Keeping Up With Krazy (episodio pilota) | 01/10/1962                |
| Mouse Blanche (episodio pilota)         | 10/11/1962                |
| Episodi stagione 1                      | 16 Episodi (prima TV USA) |
| Housewarming                            | (1963)                    |
| The Quickest Brick In The West          | (1963)                    |
| Sea Sore                                | (1963)                    |
| Sporting Chance                         | (1963)                    |
| Fizzical Fitness                        | (1963)                    |
| Monument to a Mouse                     | (1963)                    |
| Looney Park                             | (1963)                    |
| Network Nitwit                          | (1963)                    |
| Road to Ruin                            | (1963)                    |
| There auto Be A Law                     | (1963)                    |
| The Earth Worm Turns                    | (1963)                    |
| Pilgrim's Regress                       | (1963)                    |
| Duel Personality                        | (1963)                    |
| The Purloined Persian                   | (1963)                    |
| Happy Daze                              | (1963)                    |
| Malicious Mousechief                    | (1963)                    |
| Episodi stagione 2                      | 34 Episodi (prima TV USA) |
| An Arrow Escape                         | (1964)                    |
| The Desert Island                       | (1964)                    |
| Frozen Feud                             | (1964)                    |
| How To Win A Mouse                      | (1964)                    |
| Bungle In The Jungle                    | (1964)                    |
| Arty Smarty                             | (1964)                    |
| Stoned Thru The Ages                    | (1964)                    |
| Kastle Hassle                           | (1964)                    |
| Krazy's Kristmas                        | (1964)                    |
| Carnival Capers                         | (1964)                    |
| Alp Wanted                              | (1964)                    |
| Big And Little                          | (1964)                    |
| Krazy Kat And The Krooked Kaper         | (1964)                    |
| A Kat's Tale                            | (1964)                    |
| Adman On The Loose                      | (1964)                    |
| Folly The Leader                        | (1964)                    |
| Serie-ous Business                      | (1964)                    |
| No Such Luck                            | (1964)                    |
| Collector's Item                        | (1964)                    |
| Dreams Of Attractions                   | (1964)                    |
| Mt. Never-Rest                          | (1964)                    |
| A Star Is Born                          | (1964)                    |
| Odd For Art's Sake                      | (1964)                    |
| Don't Call Us, We'll Call You           | (1964)                    |
| Potions Of Love                         | (1964)                    |
| Southern Hospital-ity                   | (1964)                    |
| My Fair Ignatz                          | (1964)                    |
| Safari                                  | (1964)                    |
| Dreams Of Glory                         | (1964)                    |
| Monumental Love                         | (1964)                    |
| The Kat's Pajamas                       | (1964)                    |
| The World's Fair                        | (1964)                    |
| Tourist Attacktion                      | (1964)                    |
| [ 21 ] [ 22 ]                           |                           |

### Clay motion
La striscia di Krazy Kat, nel 2005 venne interpretata in claymation dagli Studios inglesi Banana Park Animation.

## Altri media
- Nel 1921-22 fu eseguito un balletto ispirato alla striscia di Krazy Kat[25] realizzato da John Alden Carpenter[26].[2]
- Negli anni venti fu prodotta dalla Cameo Doll Company e distribuito dalla George Borgfeldt Company una serie di giocattoli che riproduceva i personaggi della serie Krazy Kat[27].

## Riconoscimenti e influenze
- Nel 1995 fu uno dei venti personaggi a fumetti inclusi nella serie commemorativa di francobolli statunitensi Comic Strip Classics[4][5].
- Nel 1999 The Comics Journal considera Krazy Kat il più grande esempio di forma d'arte nella storia dei mezzi d'informazione[28].
- Krazy Kat ha ispirato anche Charles M. Schulz e Bill Watterson[29].
- Umberto Eco cita Krazy Kat nel suo libro del 1964 Apocalittici e integrati, nel capitolo/saggio Il mondo di Charlie Brown[29].
- In un famoso saggio del 1924 Gilbert Seldes definì la striscia di Krazy Kat di George Herriman "l'opera d'arte più divertente, fantasiosa e convincente prodotta in tempi recenti in America"[7].
- Krazy Kat apparve nel 1930 in una tavola su Vanity Fair e disegnato da Herriman, appositamente per festeggiare l'entrata di Krazy Kat nella Hall of Fame di Vanity Fair[30].
- Un brano ragtime, anche se solo sotto forma di partitura, ha come titolo Krazy Kat Rag[31]; risalente al 1911, aveva una copertina sulla quale è illustrato Krazy Kat colpito da un mattone, molto probabilmente disegnata dallo stesso Herriman: la musica è firmata Ben Ritchie, che secondo alcune fonti era lo pseudonimo del compositore Henry Lodge[32] (nel 1911 Krazy Kat era ancora una striscia secondaria della serie The Family Upstairs).